# Robert Serber
Robert Serber (* 14. März 1909 in Philadelphia; † 1. Juni 1997 in New York City) war ein US-amerikanischer theoretischer Physiker, der sich vor allem mit Kernphysik beschäftigte.

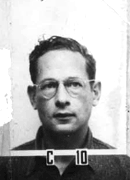
Robert Serber in Los Alamos

Serber machte einen Abschluss (Bachelor) als Physikingenieur 1930 an der Lehigh University und promovierte 1934 bei John H. van Vleck an der University of Wisconsin–Madison. Danach wollte Serber ursprünglich bei Eugene Wigner an der Princeton University arbeiten, schloss sich dann aber, nachdem er eine Gastvorlesung Oppenheimers an der University of Michigan in Ann Arbor hörte, der sehr aktiven Theorie-Gruppe von Robert Oppenheimer an der University of California, Berkeley an. 1938 ging er als Associate Professor an die University of Illinois at Urbana-Champaign, bevor er 1941 zum von Oppenheimer geleiteten Manhattan Project in Los Alamos ging. Serber war dort Oppenheimers rechte Hand und arbeitete u. a. 1942 an der hydrodynamischen Theorie der Bombenexplosion („Serber shock wave“), entwickelte mit Robert Wilson eine Methode um Kritikalitäten zu berechnen und schrieb die dort gegebenen Einführungsvorlesungen über Bombenphysik, den „Los Alamos Primer“. Von ihm stammen auch die Spitznamen für die drei zuerst gebauten Nuklearbomben (Little Boy, Thin Man, Fat Man). Er war auch im September 1945 in der ersten Wissenschaftlergruppe, die die Auswirkungen des Bombenabwurfs auf Hiroshima und Nagasaki vor Ort untersuchte. Nach dem Krieg kehrte er als Professor für Physik nach Berkeley zurück und wurde 1951 Professor an der Columbia University, wo er 1975 der Fakultät für Physik vorstand und 1978 emeritierte.
Serber hatte den Ruf, als Theoretiker sehr auf Experimentalphysiker eingehen zu können und ihnen die Theorie möglichst praxisnah präsentieren zu können, z. B. in den später auch als Buch veröffentlichten Vorlesungen über Kernphysik (die als „Serber Says“ zirkulierten).
Serber war zweimal verheiratet und hatte zwei Söhne. Er starb 1997 an Komplikationen nach einer Operation wegen eines Gehirntumors.
Seit 1952 war er Mitglied der National Academy of Sciences. 1979 wurde er in die American Academy of Arts and Sciences aufgenommen.